# Bretagne-de-Marsan
Bretagne-de-Marsan là một xã trong tỉnh Landes ở Aquitaine tây nam nước Pháp

## Biến động dân số
| Năm | 1962 | 1968 | 1975 | 1982 | 1990 | 1999 | 2006  |
| --- | ---- | ---- | ---- | ---- | ---- | ---- | ----- |
| Dân số | 454  | 542  | 573  | 750  | 834  | 911  | 1 187 |
| From the year 1962 on: No double counting—residents of multiple communes (e.g. students and military personnel) are counted only once. |      |      |      |      |      |      |       |

1. ↑  Bretagne-de-Marsan sur le site de l'Insee